# Urbia Melendez
Urbia Melendez, född den 30 juli 1972, är en kubansk taekwondoutövare.
Hon tog OS-silver i flugviktsklassen i samband med de olympiska taekwondo-turneringarna 2000 i Sydney.